# 2,3-Дигидроксибензойная кислота
2,3-Дигидроксибензойная кислота — фенол, обнаруженный в филлантусе кислом (Phyllanthus acidus), в Salvinia adnata и в плодах Flacourtia inermis. Это дигидроксибензойная кислота, органическое соединение. Бесцветное твердое вещество, синтезируемое живыми организмами через шикиматный путь. 2,3-Дигидроксибензойная кислота включена в различные сидерофоры (железопереносящие белки), которые представляют собой молекулы, которые связывают ионы железа для переноса в бактерии. 2,3-Дигидроксибензойная кислота состоит из пирокатехиновой группы, которая после депротонирования связывает железо и группы карбоновой кислоты, посредством которой кольцо присоединяется к различным каркасам (scaffolds) через амидные связи. Известным сидерофором с высокой аффинностью является энтеробактин, который содержит три заместителя дигидроксибензоила, связанных с депсипептидом серина.
Это потенциально полезный препарат для лечения отравлений, вызванных железом. Обладает противомикробными свойствами.
2,3-Дигидроксибензойная кислота также является продуктом метаболизма ацетилсалициловой кислоты.

## Общая информация
По химическому строению и фармакологическим свойствам препарат близок к салицилатам.
Применяют при разных формах ревматизма, при ревматоидном артрите, артралгиях, невралгиях.
Назначают внутрь после еды по 0,5—1 г 3—6 раз в день. Курс лечения в среднем 6—8 нед.

## Противопоказания
Противопоказания и возможные побочные явления такие же, как при применении салицилатов.

## Физические свойства
Кристаллический порошок кремового цвета. Мало растворим в воде, легко — в спирте.

## Форма выпуска
- Таблетки по 0,5 г (кремового цвета) в упаковке по 30 штук.